# Pilna
Pilna (Пи́льна) est une commune urbaine située en Russie dans l'oblast de Nijni Novgorod. C'est le centre administratif du raïon (arrondissement) du même nom. Sa population était de 6 466 habitants en 2021.

## Géographie
Le village est situé sur la rive gauche de la rivière Piana (affluent de la Soura). Il possède une gare ferroviaire sur la ligne Moscou-Ekaterinbourg. Il se trouve à 177 km au sud-est de Nijni Novgorod.

## Histoire
Le village a été fondé en 1698, les premiers habitants étant des exilés de droit commun qui sciaient la forêt de chênes (d'où son nom), pour les besoins de l'Amirauté de Kazan, établie par Pierre le Grand en 1710. Il est mentionné dans les livres de délimitation (sous le règne de Catherine la Grande) sous le nom de Scierie (книгах (Пиловальный Завод).
Une église de bois est bâtie en 1703. Le village et l'église sont détruits par un incendie en 1844. Dans les années 1860, Pilna est le centre administratif de la volost de Pilna de l'ouïezd de Kourmych dans le gouvernement de Simbirsk. Dans les années 1920, la volost de Pilna fait partie de l'ouïezd de Sergatch du gouvernement de Nijni Novgorod. La volost est supprimée en 1929 et le village devient le centre administratif du raïon de Pilna et du soviet rural. 
Pilna obtient le statut de commune de type urbain le 2 mars 1964, tandis que le soviet rural est supprimé.

## Population
Recensements (*) ou estimations de la population,:
| 1959  | 1970  | 1979  | 1989  | 2002  | 2008  |
| ----- | ----- | ----- | ----- | ----- | ----- |
| 3 889 | 4 235 | 5 606 | 7 478 | 7 866 | 7 485 |

| 2010  | 2012  | 2013  | 2014  | 2015  | 2016  |
| ----- | ----- | ----- | ----- | ----- | ----- |
| 7 333 | 7 181 | 7 037 | 6 940 | 6 901 | 6 864 |

| 2017  | 2018  | 2019  | 2020  | 2021  | 2023  |
| ----- | ----- | ----- | ----- | ----- | ----- |
| 6 849 | 6 835 | 6 809 | 6 753 | 6 466 | 6 468 |

## Économie
Le village accueille une usine de mécanique optique, une usine de couture, une boulangerie industrielle et des entreprises de bâtiment et de travaux publics.

## Enseignement et infrastructures
Pilna comprend une école d'enseignement général, un établissement secondaire agricole, une école professionnelle, trois jardins d'enfant, deux bibliothèques, une clinique, etc.
L'église du village est consacrée à saint Nicolas. Elle a été construite entre 1992 et 1998. Elle dépend du doyenné de Pilna de l'éparchie de Lyskovo. Il existe aussi un musée local, un mémorial à la gloire du peuple soviétique dans la Grande Guerre patriotique, une maison de la culture et une radio locale.